# لوبونتو
لوبونتو (به انگلیسی: Lubuntu - تلفظ: /lu:ˈbu:ntu:/) یک سیستم‌عامل از توزیع‌های گنو/لینوکس است که بر پایهٔ اوبونتو ساخته شده اما به جای محیط‌های رومیزی یونیتی و گنوم از محیط ال‌اکس‌دی‌ای استفاده می‌کند. ال‌اکس‌دی‌ای به خاطر سبکی و عطش کمتر برای منابع و بهره‌وری بهتر از انرژی شناخته می‌شود.
لوبونتو در ۱۱ می ۲۰۱۱ به صورت رسمی به عنوان یکی از اعضای خانوادهٔ اوبونتو معرفی شد که با انتشار لوبونتو ۱۱٫۱۰ در ۱۳ اکتبر ۲۰۱۱ آغاز به کار کرد.
همانند زوبونتو، لوبونتو نیز توزیع سبک لینوکس مبتنی بر اوبونتو است که از محیط دسک تاپ LXQt به جای دسک تاپ GNOME اوبونتو استفاده می‌کند. در ابتدا گفته می‌شد که لوبونتو «سبک‌تر، کم مصرف تر است»، اما اکنون قصد دارد «یک توزیع کاربردی و در عین حال مدولار باشد که متمرکز بر آن است که از راه دور شود و به کاربران اجازه دهد از رایانه خود استفاده کنند».
نام لوبونتو یک تک‌واژ چند وجهی از ال‌اکس‌دی‌ای و اوبونتو است. ال‌اکس‌دی‌ای مخفف عبارتی به معنای محیط رومیزی سبک‌وزن اکس۱۱ است، در حالی که واژهٔ اوبونتو در زبان زولو و زبان خوسایی به معنای انسانیت در برابر دیگران است.

## پیشینه
محیط کاربری ال‌اکس‌دی‌ای اولین بار در اکتبر ۲۰۰۸ و همزمان با انتشار اوبونتو ۸٫۱۰ برای اوبونتو ارائه شد. توزیع‌های اولیه لوبونتو (شامل ۸٫۱۰، ۹٫۰۴ و ۹٫۱۰) به شکل یک فایل iso قابل دانلود نبود؛ اشخاصی که مایل به استفاده از لوبونتو بودند می‌بایست بسته lubuntu-desktop را از مخازن اوبونتو به شکل جداگانه روی سیستم خود نصب می‌کردند.
در فبریه ۲۰۰۹، مارک شاتل‌ورث (رئیس شرکت کنونیکال) از پروژه ال‌اکس‌دی‌ای درخواست کرد تا به شکل یک پروژه مستقل فعالیت کرده وبا کمک و رهبری، نسخه‌ای جدید از اوبونتو با نام لوبونتو (Lubuntu) عرضه شود.
در مارس ۲۰۰۹ پروژه لوبونتو کار خود را در سایت لانچ‌پد آغاز کرد که شامل ارائه یک لوگوی ابتدایی می‌شد. پروژه لوبونتو همچنین یک بخش جداگانه در سایت ویکی اوبونتو برای خود راه‌اندازی کرده که شامل لیستی از نرم‌افزارها، بسته‌ها و کمپوننت‌های موجود می‌شد.
در اوت ۲۰۰۹ اولین نسخه iso که قابل دانلود بود، به شکل یک دیسک زنده (Live CD) ارائه شد که البته گزینه‌ای برای نصب نداشت.
در سپتامبر ۲۰۰۹ مجله Linux Magazine لوبونتو را مورد بازبینی قرار داد. این بازبینی که توسط کریستوفر اسمرت انجام شد نشان داد که لوبونتو نصف زوبونتو و اوبونتو در یک کامپیوتر رومیزی رم مصرف می‌کند.

### لوبونتو ۱۰٫۰۴

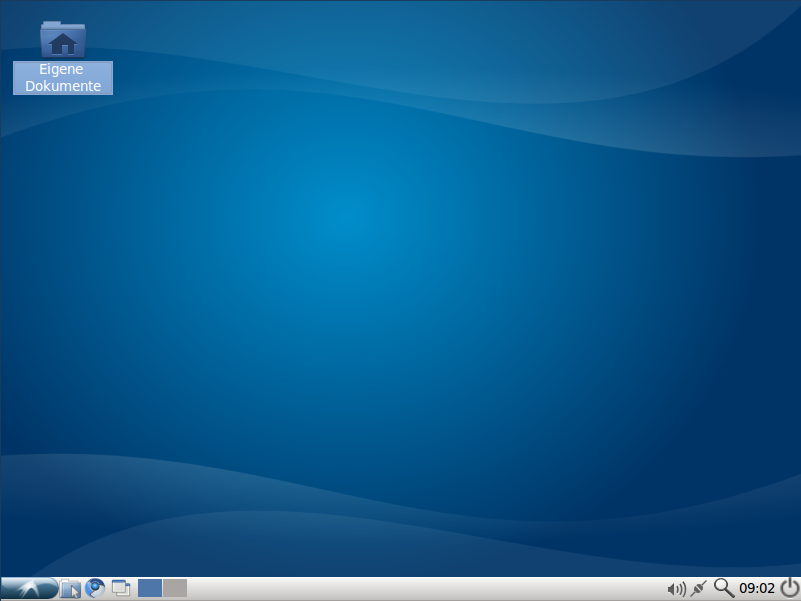
اولین توزیع آماده لوبونتو

در ۳۰ دسامبر ۲۰۰۹ اولین نسخه آزمایشی آلفا از لوبونتو، بر اساس اوبونتو ۱۰٫۰۴ آماده دریافت شد. نسخه دوم آلفا در ۲۴ ژانویه ۲۰۱۰ ارائه شد. آخرین نسخه آزمایشی لوبونتو (بتا-۱) در ۲۰ مارس ۲۰۱۰ منتشر شد و در نهایت، اولین نسخه پایدار لوبونتو در ۲ می ۲۰۱۰ (۴ روز بعد از انتشار اوبونتو) منتشر و ارائه شد.
لوبونتو ۱۰٫۰۴ فقط در معماری ۳۲بیت ارائه شده بود، ولی در صورت تمایل به شکل دستی امکان ارتقاء به نسخه ۶۴بیت نیز وجود داشت. همچنین، برخلاف اوبونتو ۱۰٫۰۴، این نسخه لوبونتو به شکل پشتیبانی بلند مدت (Long Term Support) ارائه نشد و فقط به مدت ۱۸ ماه پشتیبانی می‌شد.

### لوبونتو ۱۰٫۱۰

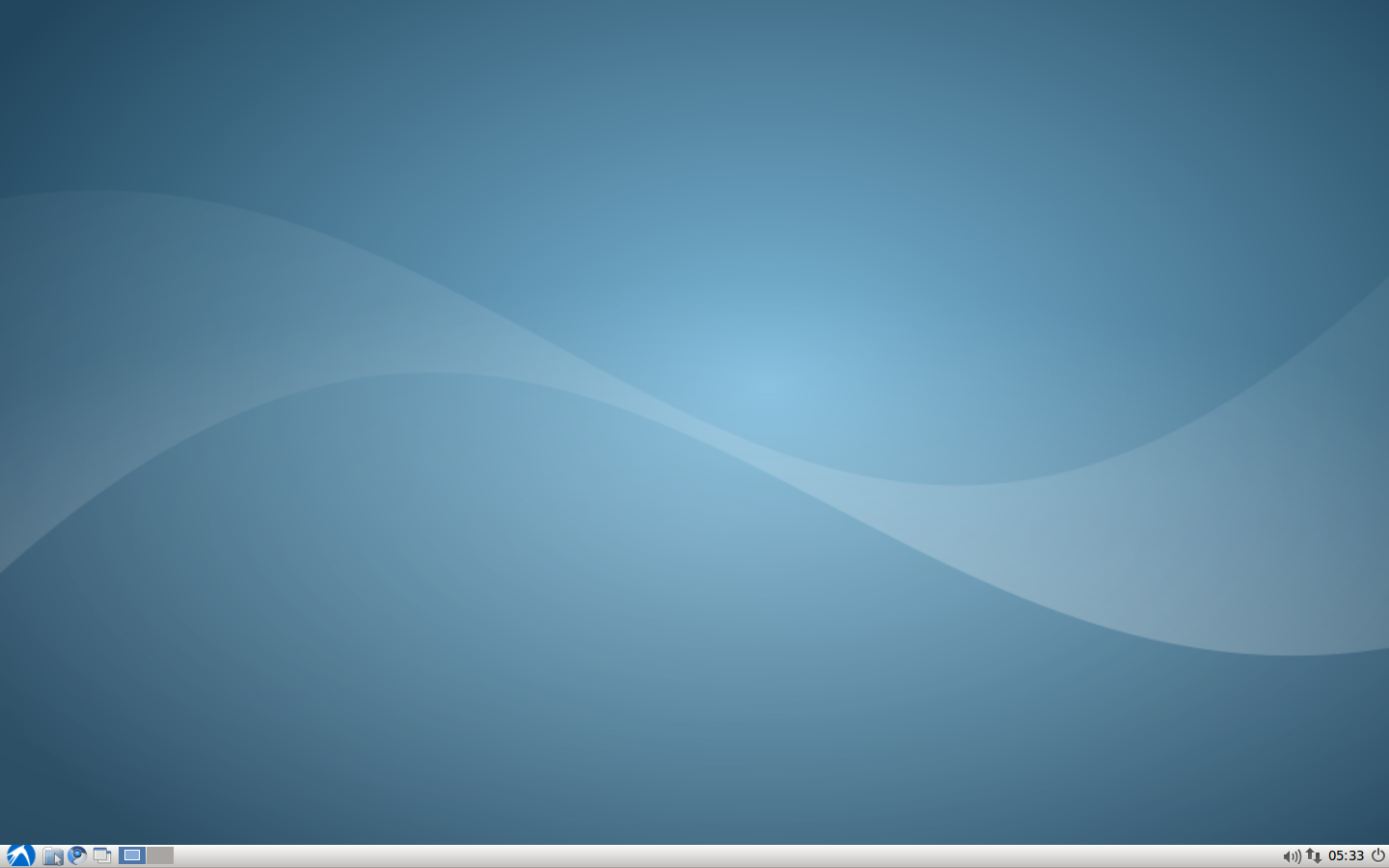
لوبونتو ۱۰٫۱۰

لوبونتو ۱۰٫۱۰ طبق زمانبندی در ۱۰ اکتبر ۲۰۱۰، همزمان با اوبونتو ۱۰٫۱۰ منتشر شد. در این نسخه، طراحی گرافیک شامل تغییرات و بهبودهایی شد که این تغییرات شامل تصویر جدیدی برای پس‌زمینه پنل و منو بود. همچنین تم جدید برای اپن‌باکس و ارائه لوگوی جدیدی لوبونتو در منو و تصویر جدید میز کار هم شامل این تغییرات شد.
لوبونتو ۱۰٫۱۰ همچنان به عنوان خانواده رسمی اوبونتو پذیرفته نشده بود، ولی پروژه برای رسیدن به این هدف همچنان ادامه پیدا کرد.
نسخه ۱۰٫۱۰ فقط در معماری ۳۲بیت ارائه شد، ولی د صورت تمایل امکان ارتقاء به نسخه ۶۴بیت به شکل دستی وجود داشت.
جولین لورجن، یکی از توسعه دهندگان اصلی لوبونتو، اظهار داشت که نسخه ۱۰٫۱۰ لوبونتو به نسبت نسخه قبلی شامل تغییرات زیادی می‌شد. البته همه این تغییرات به معنای بهبود نبود، به عنوان مثال تم لوبونتو ۱۰٫۱۰ قسمتی بود که رو به بهبودی پیش رفت، ولی تغییرات این نسخه شامل اضافه شدن Xpad برای نوشتن یادداشت، مجموعه بازی‌های Ace-Of-Penguins، برنامه مدیریت پروسه‌های LXTask، و همچنین جایگزینی epdfview با Evince (جهت مشاهده فایل‌های PDF) بود.
اما از مشکلات این نسخه نیز، مشکلاتی بود که نرم‌افزار آپدیت منیجر به وجود آورده بود که حدود ۱۰مگابایت از رم را اضافه استفاده می‌کرد. از آنجا که آپدیت منیجر در نسخه قبل (۱۰٫۰۴) وجود نداشت، وجود آن در این نسخه الزامی بود.
طبق بررسی‌های ماریو بلینگ، حداقل سیستم مورد نیاز برای نصب لوبونتو، سیستمی پینتیوم (یا سلرون) با رم ۱۲۸مگابایت بود که البته با این رم، سیستم کمی ناپایدار می‌شد. چندی بعد جولین لورجن، از توسعه دهندگان اصلی پروژه، حداقل رم برای نصب لوبونتو را ۲۵۶ اعلام کرد.
در اواسط دسامبر ۲۰۱۰، لوبونتو در رتبه ششم سایت دیستروواچ، درست قبل از لینوکس پاپی و بعد از زوبونتو، که در رتبه ۳۶م بود قرار گرفت.

### لوبونتو ۱۱٫۰۴

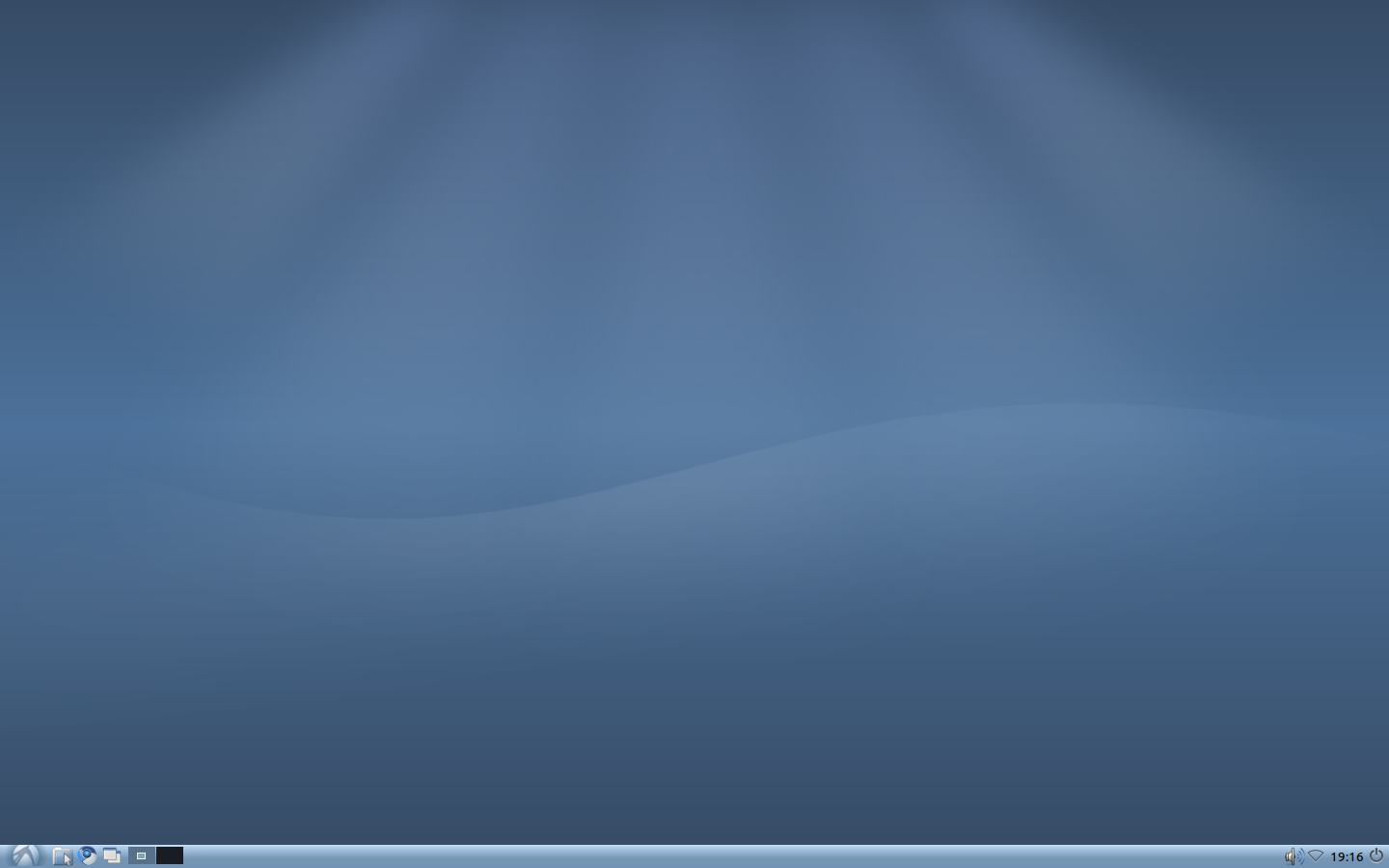
لوبونتو ۱۱٫۰۴

شروع پروژه ۱۱٫۰۴ در نوامبر ۲۰۱۰ آغاز و طبق برنامه‌ریزی در ۲۸ آوریل ۲۰۱۱ منتشر شد.
لوبونتو ۱۱٫۰۴ نیز ماننده نسخه‌های پیشین فقط در معماری ۳۲بیت ارائه شد و برای نسخه ۶۴بیت کاربران می‌بایست دستی اقدام به ارتقاء میکردن؛ اما نسخه ۶۴بیت غیررسمی ای نیز توسط Kendall Weaver در یک فایل iso منتشر شد.
نسخه ۱۱٫۰۴ لوبونتو نیز شامل تغییراتی می‌شد که شامل اضافه شدن نرم‌افزار پخش موسیقی Audacious بود. همچنین فونت پیشفرض لوبونتو به فونت رسمی اوبونتو تغییر کرد. تم جدیدی نیز در این نسخه ارائه شد که بر اساس یک تم از زوبونتو بود.
لوبونتو ۱۱٫۰۴ قادر بود با رم ۱۲۸مگابایت نیز کار کند، ولی برای نصب از طریق گرافیکی نیاز به رم ۲۵۶مگابایت بود.
یک ماه بعد از انتشار این نسخه، لوبونتو به مقام نهم محبوب‌ترین توزیع‌های لینوکس در سایت دیستروواچ رسید.

### لوبونتو ۱۱٫۱۰

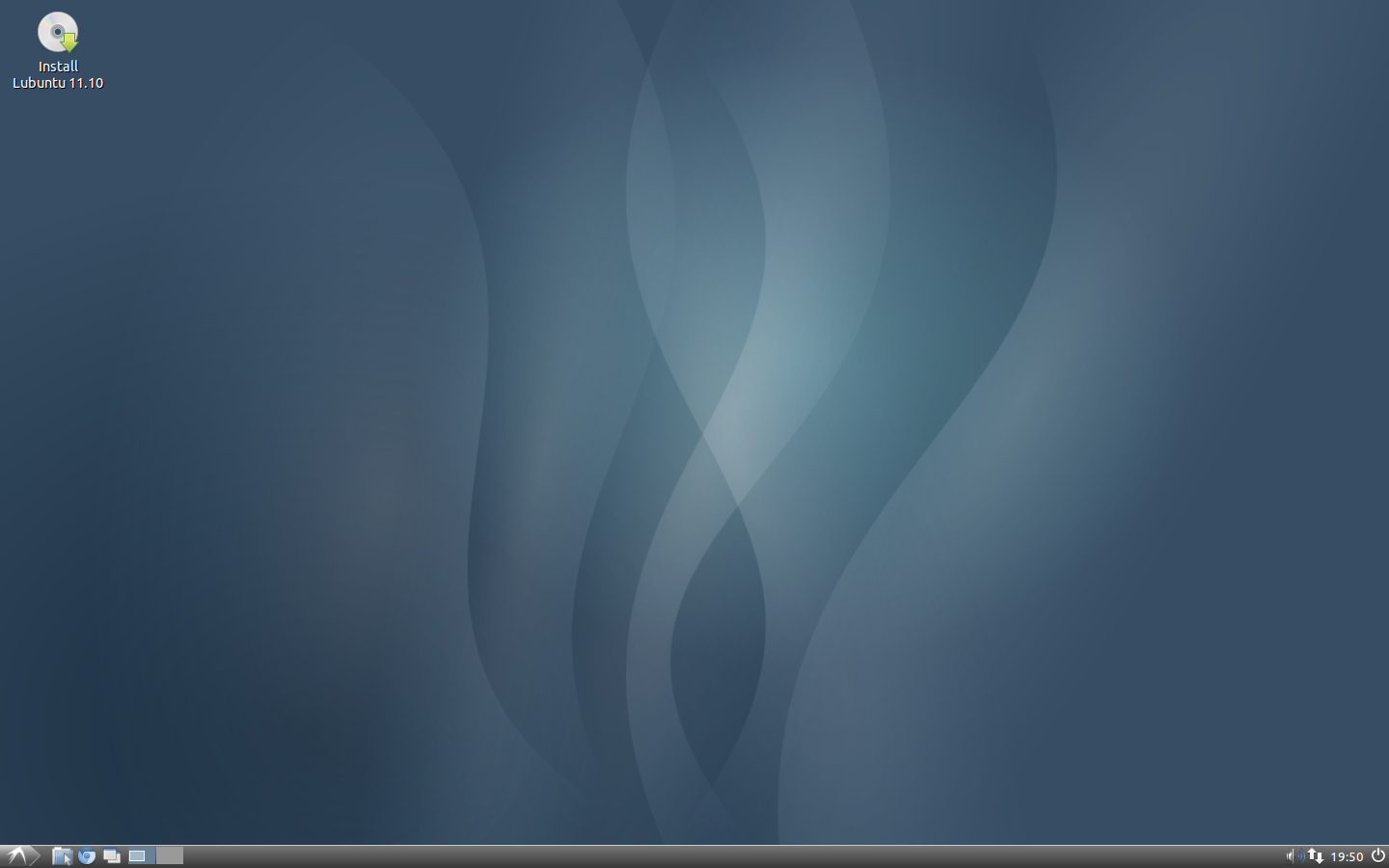
لوبونتو ۱۱٫۱۰، اولین نسخه که رسماً عضو خانواده اوبونتو شد

لوبونتو ۱۱٫۱۰ اولین نسخه از لوبونتو بود که به شکل رسمی عضوی از خانواده اوبونتو محسوب شد و به همین علت، این نسخه از لوبونتو با زیرساخت‌های اوبونتو هماهنگی بیشتری داشته و فایل‌های iso روی هاست رسمی اوبونتو برای دانلود قرار گرفت. البته این نسخه شامل امکانات جدید زیادی نمی‌شد و از آنجا که اولین نسخه رسمی زیر مجموعه اوبونتو محسوب می‌شد، بیشترین تمرکز بر روی همگام سازی لوبونتو و اوبونتو با هم بود.
۱۱٫۱۰ در روز ۱۳ اکتبر ۲۰۱۱ و همزمان با اوبونتو ۱۱٫۱۰ منتشر شد.
در سپتامبر ۲۰۱۱ اعلام شد که توسعه دهندگان لوبونتو در حال کار بر روی یک مرکز نرم‌افزاری برای لوبونتو هستند. از آنجا که Ubuntu Software Center به منابع سنگینی از سیستم نیاز داشت، توسعه دهندگان از قرار دادن آن در لوبونتو خودداری کردند و به‌جای آن از نرم‌افزار مدیریت بسته‌های سینپتیک استفاده می‌کرد که البته کاربرپسند نبود. تلاش برای طراحی یک مرکز نرم‌افزاری ساده و کاربر پسند برای رفع این مشکل بود.
لوبونتو ۱۱٫۱۰ قادر به اجرا شدن روی سیستمی با رم ۱۲۸مگابایت هم بود، ولی برای نصب گرافیکی می‌بایست حداقل ۲۵۸مگابایت رم در دسترس می‌بود.
فایل iso نسخه ۱۱٫۱۰ شامل یک باگ شناخته شده بود که در بعضی از سخت‌افزارها مانع از اجرای دیسک زنده می‌شد و بجایش کاربران را به خط فرمان منتقل می‌کرد. کاربران می‌بایست با اجرای دستور sudo start lxdm به شکل دستی محیط دیسک زنده را فراخوانی می‌کردند.
در اواخر اکتبر ۲۰۱۱، لوبونتو در رتبه هفتم محبوب‌ترین توزیع‌های لینوکس در سایت دیستروواچ قرار گرفت.

### لوبونتو ۱۲٫۰۴

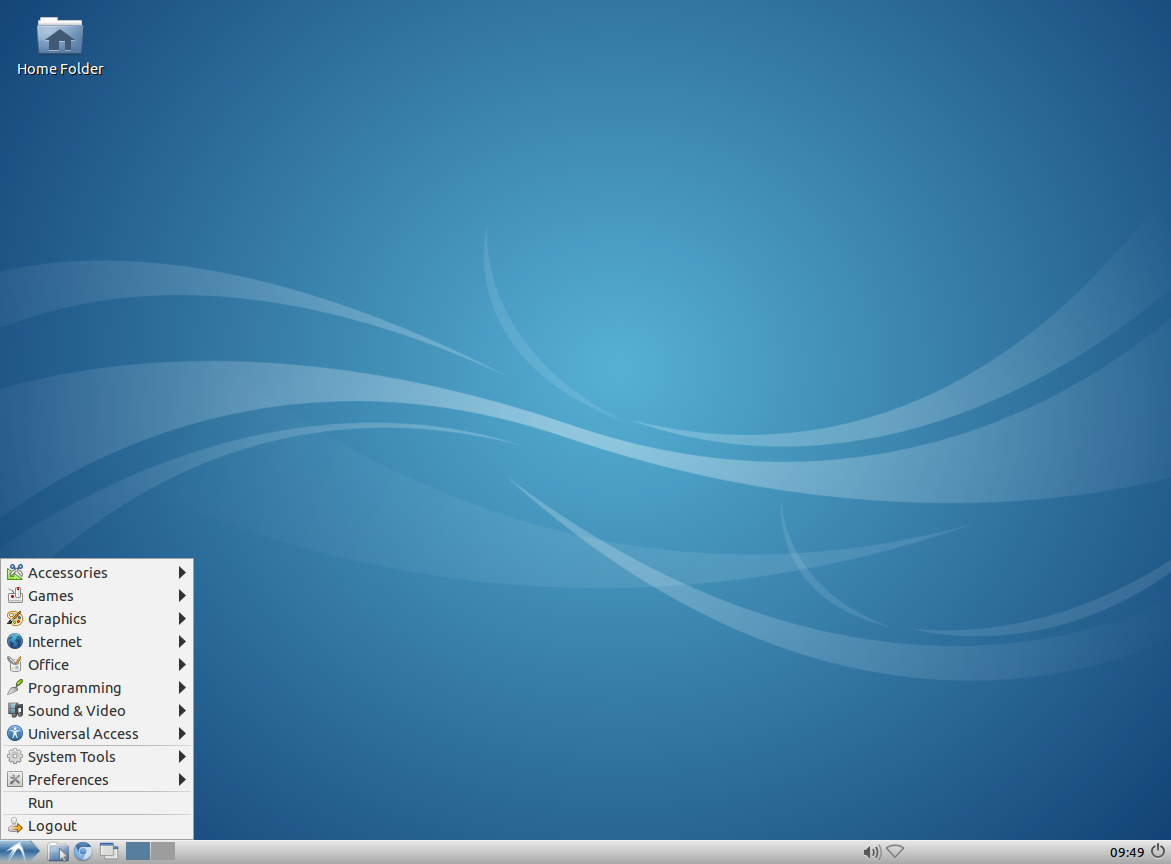
لوبونتو ۱۲٫۰۴

لوبونتو ۱۲٫۰۴ در روز ۲۶ آوریل ۲۰۱۲ منتشر شد.
طبق برنامه‌ریزی‌های قبلی، در این نسخه از LightDM استفاده شده و همچنین نرم‌افزار Blueman به عنوان جایگزین نرم‌افزار مدیریت بلوتوث gnome-bluetooth در این نسخه معرفی شد.
۱۲٫۰۴ همچنین شامل مرکز نرم‌افزاری لوبونتو (Lubuntu Software Center) بود که به شکل پیشفرض در این نسخه نصب شده بود. این مرکز نرم‌افزاری اختصاصی، بسیار سبک و ساده مخصوص لوبونتو طراحی شده‌است؛ با این حال، مدیریت بسته‌های سینپتیک و ابزار GDebi (برای نصب فایل‌های deb) همچنان در لوبونتو در دسترس بودند.
لوبونتو ۱۲٫۰۴ از هسته v3.2.14 لینوکس استفاده می‌کند و بسیاری از باگ‌ها و مشکلات شناخته شده، خصوصاً در ال‌اکس پنل و مدیریت فایل پی‌سی‌من اف‌ام در این نسخه به شکل کامل رفع شد.

### لوبونتو ۱۲٫۱۰

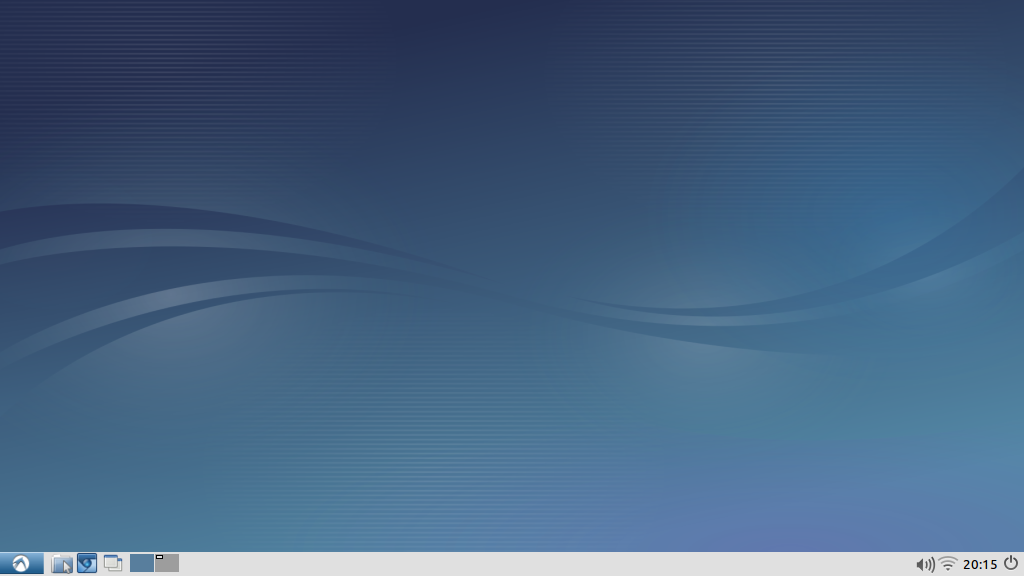
لوبونتو ۱۲٫۱۰

نسخه ۱۲٫۱۰ لوبونتو در تاریخ ۱۸ اکتبر ۲۰۱۲ منتشر شد و شامل بهبودها و امکانات زیادی می‌شد.
در این نسخه از لوبونتو، برنامه مدیریت فایل پی‌سی‌من اف‌ام به جدیدترین نسخه ارتقاء پیدا کرده‌است. همچنین تم جدیدی در این نسخه مورد استفاده قرار گرفته که شامل آیکون‌ها و تصویر پس‌زمینه جدیدی می‌شود. همچنین نرم‌افزار notification-daemon جای خود را به xfce4-notifyd داد.
نسخه‌های قبلی لوبونتو فاقد ابزاری جهت جستجوی فایل‌ها بودند اما در لوبونتو ۱۲٫۱۰ این مشکل رفع شد و نرم‌افزار Catfish به عنوان جستجوگر پیشفرض در لوبونتو معرفی شد.
۱۲٫۱۰ از هسته ۳٫۵٫۵ لینوکس استفاده می‌کند.
برخلاف اوبونتو، لوبونتو در نسخه ۱۲٫۱۰ از UEFI Secure Boot پشتیبانی نمی‌کند. اما در نسخه آینده این پشتیبانی اضافه خواهد شد.

### لوبونتو ۱۳٫۰۴

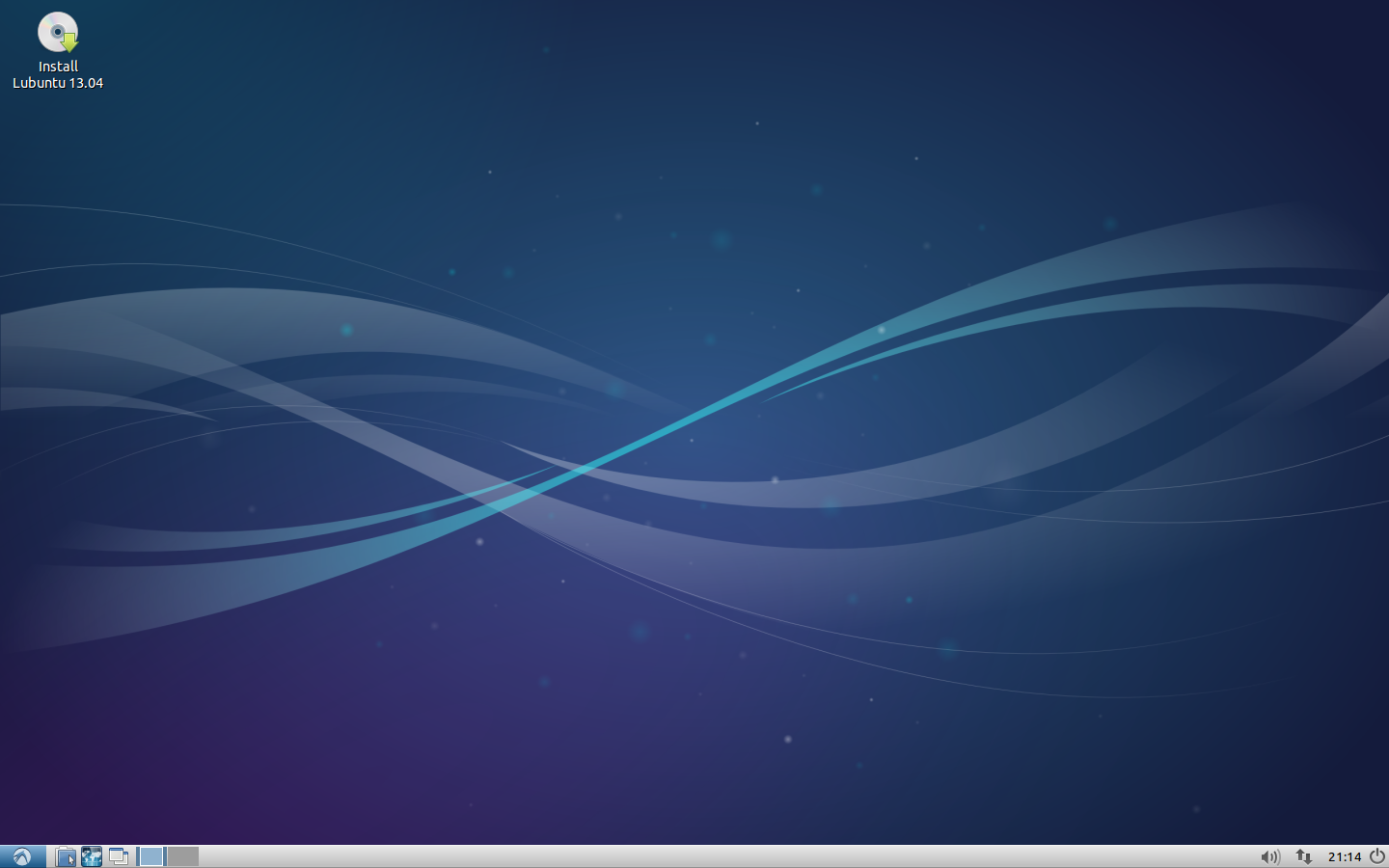
لوبونتو ۱۳٫۰۴

لوبونتو ۱۳٫۰۴ در تاریخ ۲۵ آوریل ۲۰۱۳ منتشر شد.
در نسخه جدید شاهد تعدادی به روز رسانی بودیم. مدیر فایل پی‌سی‌من اف‌ام به جدیدترین نسخهٔ خود ارتقاء پیدا کرد؛ در نسخه جدید به شکل داخلی یک ابزار برای جستجوی فایل‌ها تعبیه شده بود، پس دیگر نیازی به نرم‌افزار جستجوی جداگانه احساس نمی‌شد و برنامه CatFish از این نسخه به بعد از لوبونتو حذف شد. در نسخه ۱۳٫۰۴ همچنین یک پوسته جدید به همراه تصویر پسزمینه و آیکون‌های جدید مورد استفاده قرار گرفته‌است. تصاویر اسلایدشو در هنگام نصب لویونتو نیز تغییر کرد.

## نرم‌افزارها
نرم‌افزارهای ارائه شده در لوبونتو
| برنامه‌های کاربردی - Abiword - پردازشگر متن - Audacious - پخش کننده موسیقی - Chromium - مرورگر وب - Evince - خوانندهٔ کتاب‌های الکترونیکی - Galculator - ماشین حساب - Gnumeric - نرم‌افزار صفحه گسترده - guvcview - ابزار کار با وبکم - LightDM - مدیریت ورود به سیستم (لاگین) - Lubuntu Software Center - نصب و حذف آسان نرم‌افزار - MPlayer - پخش کننده فایل‌های تصویری - MTPaint - نقاشی گرافیک - Osmo - تقویم و مدیریت برنامه‌ها - Pidgin - ابزار چت (پشتیبانی از سایت‌های مختلف) - Scrot - عکسبرداری از صفحه نمایش - Simple Scan - کار با دستگاه اسکنر - Sylpheed - ابزار مدیریت ایمیل - Synaptic - مدیریت بسته‌ها و نرم‌افزارها - Transmission - نرم‌افزار کار با فایل‌های تورنت - Update Manager - به روز رسانی سیستم و نرم‌افزارها - File-roller - کار با فایل‌های آرشیو (فشرده شده‌ها) - XChat - ابزار ارتباط با شبکه‌های IRC - Xfburn - ابزارهای مرتبط با کپی و … سی‌دی - Xpad - ابزار نوشتن یادداشت - XScreenSaver - محافظ صفحه نمایش | برنامه‌های موجود از ال‌اکس‌دی‌ای - GPicView - نمایش تصاویر - Leafpad - ویراستار متن - Openbox - مدیریت پنجره - PCManFM - مدیریت فایل - LXTerminal - ترمینال (شبیه‌ساز) - LXAppearance - LXDE Common - LXDM - LXLauncher - LXPanel - LXRandr - LXSession - LXSession Edit - LXShortCut - Menu-Cache |

لوبونتو شامل یک مرکز نرم‌افزاری (Lubuntu Software Center) می‌شود که به وسیله آن می‌توان به مخازن و همه نرم‌افزارهای موجود در آن دسترسی پیدا کرد. علاوه بر مرکز نرم‌افزاری، ابزار مدیریت بسته‌های سینپتیک (Synaptic Package Manager) هم در لوبونتو در دسترس است.
تقریباً تمام برنامه‌های اوبونتو، قابل نصب بر روی لوبونتو هستند.

## انتشارها
| انتشارهایی که دیگر پشتیبانی نمی‌شوند | انتشارهایی که هنوز پشتیبانی می‌شوند | انتشارهای آینده |

| نسخه  | اسم رمز          | تاریخ انتشار  | پایان پشتیبانی | توضیحات |
| ----- | ---------------- | ------------- | -------------- | --- |
| ۸٫۱۰  | Intrepid Ibex    | ۳۰ اکتبر ۲۰۰۸ | آوریل ۲۰۱۰     | تنها به صورت یک بستهٔ دلبخواهی میز کار در دسترس بود                                                           |
| ۹٫۰۴  | Jaunty Jackalope | ۲۳ آوریل ۲۰۰۹ | اکتبر ۲۰۱۰     | تنها به صورت یک بستهٔ دلبخواهی میز کار در دسترس بود                                                           |
| ۹٫۱۰  | Karmic Koala     | ۲۶ اکتبر ۲۰۰۹ | آوریل ۲۰۱۱     | تنها به صورت یک بستهٔ دلبخواهی میز کار در دسترس بود                                                           |
| ۱۰٫۰۴ | Lucid Lynx       | ۲ می۲۰۱۰      | آوریل۲۰۱۳      | نخستین انتشار مستقل، با پشتیبانی بلندمدت برای سی‌پی‌یوهای قدیمی                                                |
| ۱۰٫۱۰ | Maverick Meerkat | ۱۰ اکتبر ۲۰۱۰ | آوریل ۲۰۱۲     | به عنوان یک «بتای پایدار» شناخته می‌شود                                                                       |
| ۱۱٫۰۴ | Natty Narwhal    | ۲۸ آوریل ۲۰۱۱ | اکتبر ۲۰۱۲     | |
| ۱۱٫۱۰ | Oneiric Ocelot   | ۱۳ اکتبر ۲۰۱۱ | آوریل ۲۰۱۳     | نخستین نسخه با سی‌دی زندهٔ رسمی x86-64. نخستین نسخه که به صورت رسمی به عنوان عضوی از خانواده اوبونتو تأیید شد. |
| ۱۲٫۰۴ | Precise Pangolin | ۲۶ آوریل ۲۰۱۲ | اکتبر ۲۰۱۳     | بر خلاف اوبونتو این انتشار با پشتیبانی بلندمدت نیست.                                                         |
| ۱۲٫۱۰ | Quantal Quetzal  | ۱۸ اکتبر ۲۰۱۲ | آوریل ۲۰۱۴     | بسته آیکون‌های جدید                                                                                           |
| ۱۳٫۰۴ | Raring Ringtail  | ۲۵ آوریل ۲۰۱۳ | دسامبر ۲۰۱۴    | نسخه فعلی |
| ۱۳٫۱۰ | Saucy Salamander | ۱۷ اکتبر ۲۰۱۳ | جون ۲۰۱۴       | |